# Alchemilla ellenbeckii
Alchemilla ellenbeckii é uma espécie de rosácea do gênero Alchemilla, pertencente à família Rosaceae.